# برونو رينان
برونو رينان (بالبرتغالية: Bruno Renan Trombelli‏) هو لاعب كرة قدم برازيلي في مركز الوسط، ولد في 19 أبريل 1991 في مارينغا في البرازيل. شارك مع منتخب البرازيل لكرة القدم. أما مع النوادي، فقد لعب مع زوريا لوهانسك وشاختار دونيتسك وغريميو بورتو أليغرينزي ونادي فياريال ب ونادي فياريال ونادي كريسيوما.

## وصلات خارجية
- برونو رينان على موقع اتحاد أوكرانيا (الإنجليزية)
- برونو رينان على موقع قاعدة بيانات كرة القدم.إي يو (الإنجليزية)
- برونو رينان على موقع Soccerway.com (الإنجليزية)
- برونو رينان على موقع عالم كرة القدم.نت (الإنجليزية)
- برونو رينان على موقع AS.com (الإسبانية)